# Droit centrafricain
Le droit centrafricain est le droit appliqué en République centrafricaine depuis l'indépendance du pays le 13 août 1960.
Selon l'article premier de la Constitution du 30 mars 2016 : « la personne humaine est sacrée et inviolable ». L'article stipule aussi « La République reconnaît l'existence des Droits de l'Homme comme base de toute communauté humaine, de la paix et de la justice dans le monde ». La constitution annonce s'inspirer du principe du zo kwè zo énoncé par Barthélemy Boganda.

## Sources du droit

### Constitution
L'article 17 dispose que la Constitution doit être, en premier lieu, respectée par les personnes présentes sur le territoire de la République. La constitution actuelle du 30 mars 2016 est la septième qui consacre la septième République en seulement 63 ans. Ces changement témoignent l'instabilité sociopolitique qu'a connu le pays depuis le début de l'indépendance et qui continue de fragiliser les institutions étatiques du pays.

### Traités et accords internationaux
L'article 92 de la Constitution dispose que «les traités ou accords régulièrement ratifiés ou approuvés ont, dès leur publication, une autorité supérieure à celle des lois, sous réserve, pour chaque accord ou traité, de son application par l'autre partie ».
La République centrafricaine est membre de l'Organisation pour l'harmonisation en Afrique du droit des affaires, dont elle a signé le traité initial du 17 octobre 1993 ainsi que le traité portant révision du traité du 17 août 2008.

### Législation
L'article 58 dispose que l'Assemblée nationale vote la loi, lève l'impôt et contrôle l’action du gouvernement.
Le domaine de la loi est définie par l’article 61 de la Constitution. L'article 61(1) dispose que l'Assemblée légifère pour établir les règles dans les matières suivantes : « les droits civiques et les garanties fondamentales accordées aux citoyens pour l'exercice des libertés publiques ; le respect du quota accordé aux femmes dans les instances de prise de décisions ; les sujétions imposées aux Centrafricains et aux étrangers résidents en  leur personne et en leurs biens  en vue de l'utilité publique et en vue de la défense nationale ; la nationalité, l'état et la capacité des personnes, les régimes matrimoniaux, les successions et les libéralités ; le statut des étrangers et de l'immigration ; l'organisation de l'état civil ; la détermination des crimes et délits ainsi que les peines qui leur  sont applicables, la procédure pénale, la procédure civile, le droit commercial, le droit social, l'amnistie, la création de nouveaux ordres de juridiction, le statut des magistrats et la profession d'avocat ; l'organisation des offices publics et ministériels, les professions d'officiers publics et ministériels et les professions libérales : les garanties fondamentales accordées aux fonctionnaires civils et  militaires ; l'organisation générale administrative et financière ; le régime des partis politiques et des associations ; le code électoral ; la privatisation d'entreprises du secteur public et la nationalisation d'entreprises ; la création ou la suppression des établissements publics ; la création et l'organisation d'organes de contrôle, de consultation, de régulation et de médiation ; les règles d'édition et de publication ; le plan de développement de la République ; le plan d'aménagement et d'implantation progressive et généralisé du sango ; la protection de l'environnement, les régimes domanial, foncier, forestier et minier ; les lois de finances ; la loi de règlement ; l'assiette, le taux et les modalités de recouvrement des impôts, les impositions de toute nature ; le régime d'émission de la monnaie ; l'état de mise en garde, l'état d'urgence, l'état d'alerte et l'état de siège ; et les jours fériés et les fêtes légales ».
La loi détermine aussi les principes fondamentaux : « du régime de la propriété, des droits et des obligations civiles et commerciales ; de l'enseignement, de la culture, de la recherche scientifique, technique, technologique et de la formation professionnelle ; du droit de réunion et de manifestation pacifique ; du droit de pétition ; de l'hygiène et de la santé publique ; de la mutualité, de la coopérative, de l'épargne et de crédit ; de la décentralisation et de la régionalisation ; de l'administration des collectivités territoriales ; de l'organisation générale de la défense nationale ; du régime pénitentiaire et du droit du travail, du droit syndical et de la sécurité sociale ».

## Organisation juridictionnelle

### Ordre judiciaire

#### Cour de cassation
L'article 82 de la Constitution crée la Cour de cassation, laquelle est composée de trois chambres : la chambre criminelle ; la chambre civile et commerciale ; et la chambre sociale. Il s'agit de la plus haute juridiction, dont les décisions ne sont pas susceptibles de recours.

### Ordre administratif

#### Cour des comptes
L'article 90, paragraphe 1 de la Constitution dispose que la Cour des comptes peut juger des comptes des comptables publics, ceux des collectivités territoriales ainsi que ceux des entreprises publiques. Les décisions de la Cour des comptes peuvent faire l'objet d'un pourvoi devant le Conseil d'État.

#### Conseil d’État
L'article 82 de la Constitution crée le Conseil d’État, juridiction d'appel et de cassation des tribunaux administratifs, des organismes administratifs à caractère juridictionnel et de la Cour des comptes. « Les décisions rendues par le Conseil d'État ne sont susceptibles d'aucun recours ».

### Tribunal des conflits
Le tribunal des conflits, juridiction non permanente, est formée lorsqu'il y a un conflit de compétence entre les juridictions judiciaires et celles de l'ordre administratif, ce conflit est tranché par le Tribunal des conflits.

### Haute Cour de justice
La Haute Cour de justice est instituée par l’article 94 de la Constitution.
Elle est compétente pour juger les ministres, les députés et le président de la République accusés de haute trahison.
La haute trahison est définie par l’article 96, il s'agit de la violation du serment ; des homicides politiques ; de l'affairisme et de toute action contraire aux intérêts supérieurs de la Nation.

### Cour constitutionnelle
La Cour constitutionnelle est composée de neuf membres dont trois sont obligatoirement des femmes. Ceux-ci sont nommés pour sept ans non-renouvelable.
La Cour constitutionnelle est chargée de « veiller à la régularité des consultations électorales, examiner et en proclamer les résultats ; veiller à la régularité des opérations de référendum et en  proclamer les résultats ; trancher tout contentieux électoral ; trancher les conflits de compétence entre le pouvoir exécutif, le pouvoir législatif et les  collectivités territoriales ».
Par ailleurs, la Cour constitutionnelle juge de la constitutionnalités des lois ordinaires ou organiques promulguées ou en instance de promulgation. L'article 73 paragraphe 3 dispose que « toute personne qui s'estime lésée peut saisir la Cour constitutionnelle sur la constitutionnalité des lois, soit directement, soit par la procédure de l'exception d'inconstitutionnalité invoquée devant une juridiction dans une affaire qui la concerne ». Le paragraphe 5 de ce même article dispose que, « lorsqu'une exception d'inconstitutionnalité est soulevée par un justiciable devant une juridiction, quelle qu'elle soit, celle-ci est tenue de surseoir à statuer et de saisir la Cour constitutionnelle qui doit se prononcer sur la constitutionnalité du texte en litige dans le délai d'un mois qui court à compter de sa saisine par la juridiction concernée ».

## Sources

## Compléments